# Olga Petrowna Sossina
Olga Petrowna Sossina (russisch Ольга Петровна Сосина; * 27. Juli 1992 in Almetjewsk) ist eine russische Eishockeyspielerin, die seit 2015 bei Agidel Ufa in der Schenskaja Hockey-Liga unter Vertrag steht.

## Karriere
Olga Sossina wurde in Almetjewsk in der Republik Tatarstan geboren. Im Alter von sieben Jahren begann sie mit dem Eishockeysport, außerdem spielte sie Feldhockey, Fußball und Floorball. Zudem war sie auch Mitglied der russischen Floorball-Nationalmannschaft.
Sossina studierte Sportwissenschaften an der Regionalschule der Olympischen Reserve in Nischni Nowgorod. Zwischen 2008 und 2015 spielte sie für SKIF Nischni Nowgorod und gewann mit SKIF den European Women Champions Cup 2009. Zudem gewann sie 2008, 2010 und 2014 die russische Meisterschaft mit SKIF. 2009, 2011, 2012 und 2013 wurde sie jeweils russische Vizemeisterin mit dem Klub.
Nach der Saison 2014/15 wechselte sie innerhalb der russischen Frauenliga zu Agidel Ufa und gewann mit Agidel 2018 ihren vierten russischen Meistertitel.
Sossina trägt den Titel Meister des Sports der internationalen Klasse.

### International
Im Jahr 2008 debütierte Olga Sossina für die russische Nationalmannschaft. Während der Saison 2009/10 wurde sie für den Kader für die Olympischen Spiele in Vancouver nominiert und belegte beim Turnier selbst den sechsten Platz. Im Jahr 2013 gewann sie mit der Nationalmannschaft die Bronzemedaille bei der Weltmeisterschaft in Ottawa. Im Februar 2014 trat sie für die Nationalmannschaft bei den Olympischen Winterspielen in Sotschi an, absolvierte sechs Spiele und erzielte dabei drei Tore.
Bei der Winter-Universiade 2015 in Granada und der Winter-Universiade 2017 in Almaty gewann sie jeweils die Goldmedaille.
Bei der Weltmeisterschaft 2016 in Malmö erreichte sie erneut den Gewinn der Bronzemedaille. 2018 trat sie für die Olympic Athletes from Russia bei den Olympischen Winterspielen in Südkorea an und erzielte im Turnierverlauf zwei Tore.

## Erfolge und Auszeichnungen
| - 2008 Russischer Meister mit SKIF Nischni Nowgorod - 2009 Gewinn des European Women Champions Cup mit SKIF Nischni Nowgorod - 2010 Russischer Meister mit SKIF Nischni Nowgorod - 2013 Bronzemedaille bei der Weltmeisterschaft - 2014 Russischer Meister mit SKIF Nischni Nowgorod - 2015 Goldmedaille bei der Winter-Universiade | - 2016 Topscorerin der Schenskaja Hockey-Liga - 2016 Bronzemedaille bei der Weltmeisterschaft - 2017 Goldmedaille bei der Winter-Universiade - 2018 Teilnahme am All-Star Game der Schenskaja Hockey-Liga - 2018 Wertvollste Spielerin der Schenskaja Hockey-Liga - 2018 Russischer Meister mit Agidel Ufa |

## Karrierestatistik
(Legende zur Spielerstatistik: Sp oder GP = absolvierte Spiele; T oder G = erzielte Tore; V oder A = erzielte Assists; Pkt oder Pts = erzielte Scorerpunkte; SM oder PIM = erhaltene Strafminuten; +/− = Plus/Minus-Bilanz; PP = erzielte Überzahltore; SH = erzielte Unterzahltore; GW = erzielte Siegtore; 1 Play-downs/Relegation; Kursiv: Statistik nicht vollständig)